# Hidalgo (Texas)
Hidalgo is een plaats (city) in de Amerikaanse staat Texas, en valt bestuurlijk gezien onder Hidalgo County.

## Demografie
Bij de volkstelling in 2000 werd het aantal inwoners vastgesteld op 7322.
In 2006 is het aantal inwoners door het United States Census Bureau geschat op 11.357, een stijging van 4035 (55.1%).

## Geografie
Volgens het United States Census Bureau beslaat de plaats een oppervlakte van
11,5 km², waarvan 11,3 km² land en 0,2 km² water. Hidalgo ligt op ongeveer 31 m boven zeeniveau.

## Plaatsen in de nabije omgeving
De onderstaande figuur toont nabijgelegen plaatsen in een straal van 16 km rond Hidalgo.